# Nyassachromis
Nyassachromis é um género de peixe da família Cichlidae.
Este género contém as seguintes espécies:
- Nyassachromis boadzulu (Iles, 1960)
- Nyassachromis breviceps (Regan, 1922)
- Nyassachromis leuciscus (Regan, 1922)
- Nyassachromis microcephalus (Trewavas, 1935)
- Nyassachromis nigritaeniatus (Trewavas, 1935)
- Nyassachromis prostoma (Trewavas, 1935)
- Nyassachromis purpurans (Trewavas, 1935)
- Nyassachromis serenus (Trewavas, 1935)